# 장단출장소
장단출장소(長湍出張所)는 경기도 파주시의 폐지된 출장소이다. 본래 장단군에 속했던 임진강 북서부의 4개 면(군내면·장단면·진동면·진서면)을 관할하고 있다. 출장소 소재지는 군내면 백연리이며, 주민은 군내면과 진동면에만 거주한다. 장단콩이라는 특산품이 유명하다.

## 역사
- 1950년 한국전쟁 이전에는 장단군이었으나, 1953년 정전 이후 군사지역으로 전지역의 출입이 통제됐다. 장단군은 행정기관이 설치되지 않은채 명목상 유지되고 있었다.
- 1963년 1월 1일 : 장단군 군내면이 파주군 임진면에 편입되었다.[1]
- 1972년 12월 28일 : 장단군 장단면, 진동면, 진서면을 파주군으로 편입하고, 임진면에서 군내면을 분리하여 복구하였다.[2]
- 1973년 : 군내면 백연리에 통일촌 조성
- 1979년 5월 1일 : 군내출장소를 개설하여 4개면(군내, 진동, 진서, 장단)을 관할
- 2001년 : 장단군을 연고로 하는 실향민 1세대 주축으로 진동면 동파리에 해마루촌 조성
- 2011년 5월 1일 : 군내출장소에서 장단출장소로 개칭
- 2021년 7월 1일 : 장단출장소 폐지 및 장단면 행정복지센터로 승격

## 교통
국도 제1호선이 통과하여 조선민주주의인민공화국과 연결된다. 경의선이 복구되어 도라산역까지 운행한다.

## 관광
비무장지대와 민간인 통제지역을 이용한 관광이 있으며 판문점도 있다.